# كريس مولان
كريس مولان (بالإنجليزية: Chris Moulin)‏ هو أستاذ جامعي بريطاني، ولد في 1950.

## وصلات خارجية
- الموقع الرسمي